# Bayerisches Staatsministerium der Justiz

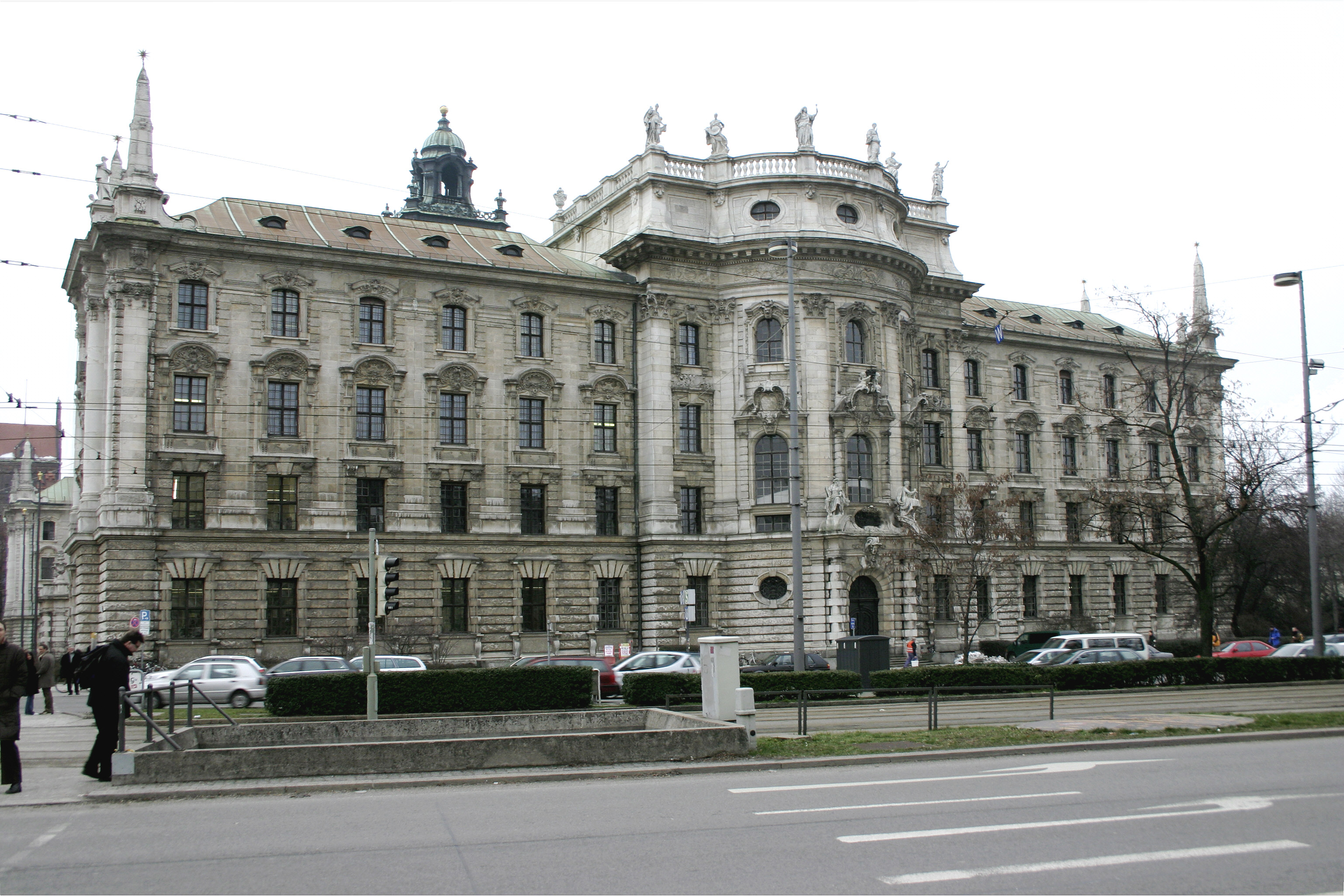
Justizpalast

Das Bayerische Staatsministerium der Justiz (StMJ) ist ein Ministerium des Freistaates Bayern mit Sitz in München. Es ist zuständig für die Justizbelange im Freistaat. In seinem Geschäftsbereich sind rund 24.850 Mitarbeiter tätig, davon etwa 5.800 uniformierte Justizvollzugsbeamte und Justizwachtmeister. Im Ministerium selbst arbeiten etwa 192 Dienstkräfte. Dienstsitz ist der Münchner Justizpalast in der Prielmayerstraße 7 am Karlsplatz.

## Leitung
Staatsminister ist seit 2018 Georg Eisenreich (CSU), Leitender Beamter und Amtschef ist seit 2024 Ministerialdirektor Winfried Brechmann.

## Geschichte
Vorläufer des Staatsministeriums der Justiz in Bayern war das zwischen 1799 und 1801 unter Johann Friedrich von Hertling gebildete Justizdepartement des Kurfürstentums Pfalzbayern. Diese auch nach der Erhebung Bayerns zum Königreich 1806 weiter bestehende Zentralbehörde war nicht für die Rechtsprechung selbst, wohl aber für deren Organisation zuständig. Seit spätestens 1817 wird diese Zentralbehörde als Ministerium der Justiz bezeichnet. Johannes Timm war der erste Justizminister des 1918 ausgerufenen Freistaats Bayern. Anfang 1933 waren dem bayerischen Justizministerium das Oberste Landesgericht, 4 Oberlandesgerichte (Bamberg, München, Nürnberg, Zweibrücken), 26 Landgerichte, 240 Amtsgerichte, 11 Strafanstalten und 350 Notariate nachgeordnet. Nach der „Machtübernahme“ durch die Nationalsozialisten wurde die Hoheit über das Justizwesen auf das Reich überführt. Zum 1. April 1935 erfolgte dann die Auflösung des Bayerischen Justizministeriums. Nach dem Ende des Zweiten Weltkriegs entstand es mit alliierter Verordnung vom 5. Oktober 1945 neu, Hans Ehard war dessen erster (kommissarischer) Minister. Von 2008 bis 2013 war das Ministerium auch für den Verbraucherschutz zuständig. Vorher und seitdem sind diese Angelegenheiten beim Umweltministerium angesiedelt.

## Nachgeordnete Gerichte, Behörden und Einrichtungen

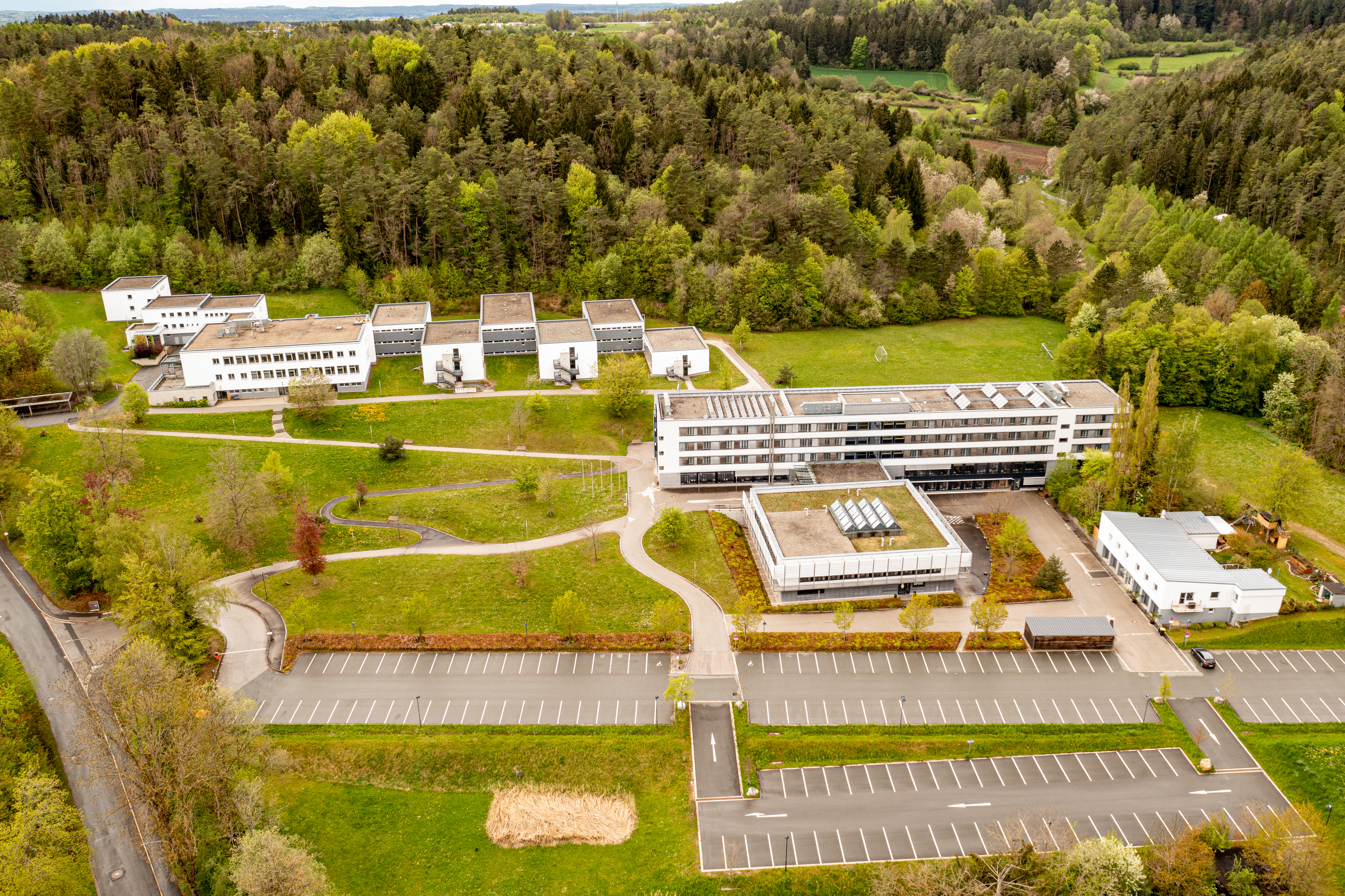
Bay. Justizakademie mit Gästehaus in Pegnitz, Mai 2021

- 73 Amtsgerichte, 2 amtsgerichtliche Zweigstellen und 22 Landgerichte
- 3 Oberlandesgerichte (Oberlandesgericht München, Oberlandesgericht Nürnberg, Oberlandesgericht Bamberg)
- Bayerisches Oberstes Landesgericht
- Landesjustizprüfungsamt (zuständig für die Abnahme der Prüfungen gemäß der ZAPO-J sowie der ersten und zweiten juristischen Staatsprüfung)
- Bayerische Justizvollzugsakademie (zuständig für die Ausbildung der Justizvollzugsbeamten)
- Bayerische Justizakademie in Pegnitz (zuständig für die Ausbildung der Justizfachwirte, Gerichtsvollzieher und Justizwachtmeister, sowie Aus- und Fortbildung aller Bediensteten)
- im Benehmen mit dem Bayerischen Staatsministerium der Finanzen und für Heimat: Hochschule für den öffentlichen Dienst in Bayern – Fachbereich Rechtspflege in Starnberg
- 36 Justizvollzugsanstalten (22 selbständige und 14 angegliederte Anstalten) und 7 Jugendarrestanstalten[3]
- 22 Staatsanwaltschaften mit 5 Zweigstellen
- 3 Generalstaatsanwaltschaften (Generalstaatsanwaltschaft München, Generalstaatsanwaltschaft Nürnberg, Generalstaatsanwaltschaft Bamberg)
- Landesjustizkasse in Bamberg
- Stiftung Opferhilfe
- Zentralstelle Cybercrime Bayern
- Zentralstelle zur Bekämpfung von Extremismus und Terrorismus
- Zentralen Koordinierungsstelle Vermögensabschöpfung in Bayern
- Zentralstelle zur Bekämpfung von Betrug und Korruption im Gesundheitswesen